# Cratere Tianzhushan
Tianzhushan è un cratere sulla superficie di Marte.